# Otus balli
Otus balli là một loài chim trong họ Strigidae.